# Aerosmith (album)
Aerosmith – debiutancki album amerykańskiego zespołu rockowego Aerosmith, wydany w 1973 roku. Płyta została nagrana, w ciągu dwóch tygodni, w Studio Intermedia w Bostonie. Płyta wykazuje wiele wpływów bluesowych. Piosenka Walkin’ the Dog jest coverem oryginalnej kompozycji Rufusa Thomasa. Na albumie znajduje się przebój „Dream On”, który, ponownie wydany w 1976 roku, dotarł na pierwsze miejsce amerykańskiej listy przebojów. "Dream On" pierwszy raz wydany został w 1973 jako singiel i znalazł się na pozycji 21. listy Billboard 200.

## Lista utworów
| 1. | „Make It”                                             | 3:39  |
|    |                                                       |       |
| 2. | „Somebody”                                            | 3:44  |
|    |                                                       |       |
| 3. | „Dream On”                                            | 4:27  |
|    |                                                       |       |
| 4. | „One Way Street”                                      | 7:00  |
|    |                                                       |       |
| 5. | „Mama Kin”                                            | 4:28  |
|    |                                                       |       |
| 6. | „Write Me A Letter”                                   | 4:10  |
|    |                                                       |       |
| 7. | „Movin' Out”                                          | 5:02  |
|    |                                                       |       |
| 8. | „Walkin' The Dog" (cover Rufusa Thomasa(inne języki)) | 3:12  |
|    |                                                       |       |
|    |                                                       | 35:42 |
|    |                                                       |       |

## Twórcy
- Tom Hamilton – gitara basowa
- Joey Kramer – perkusja
- Joe Perry – gitara, instrumenty perkusyjne, poboczne linie wokalne
- Steven Tyler – główny wokal, harmonijka, instrumenty perkusyjne, keyboard, melotron, flet
- Brad Whitford – gitara

### Udział gościnny
- David Woodford – saksofon w utworach „Mama Kin” i „Write Me”
- Frank Ishebool – akordeon

## Wyróżnienia
| Organizacja | Rodzaj              | Data              |
| ----------- | ------------------- | ----------------- |
| RIAA        | złota płyta         | 11 września 1975  |
| RIAA        | platynowa płyta     | 21 listopada 1986 |
| RIAA        | 2 × platynowa płyta | 21 listopada 1986 |